# Joan Romanyà
Joan Romanyà, OSB, spanisch auch Juan Romaña, (* um 1615 oder früher in Piera; † 1643 oder später in Kloster Montserrat) war ein katalanischer Benediktinermönch, Kapellmeister, Organist und Komponist des Klosters Montserrat.

## Leben und Wirken
Joan Romanyà kam 1623 zur musikalischen Ausbildung in das Kloster Montserrat. Er wurde von Pater Joan Marc ausgebildet und war einer seiner herausragenden Schüler. 1632 trat er als Mönch in die  Benediktinerabtei ein.
Von 1640 bis 1650 war Joan Romanyà Organist und Kapellmeister des Klosters Montserrat. Zu den musikalischen Funktionen übernahm Romanyà einige Verwaltungsfunktionen im Kloster. Er war Prior von Castellfollit und von Riudebitlles. Er war auch Novizenmeister. Er wurde als Theologe vor allem als Moraltheologe bekannt.
Obwohl der Musikwissenschaftler Baltasar Saldoni 1643 als Todesjahr für diesen Mönch des Klosters Montserrat angibt, wird er in einem Vertrag zugunsten von Schulkindern im Seminar Unserer Lieben Frau von Montserrat im Jahr 1650 von Bruder Jaume Martí i Marvà als einer der besten lebenden Musiker des Klosters erwähnt.
Er schrieb Gallardes und Toccatas für feierliche Anlässe, die alle nicht überliefert sind.